# Episodi di Power (quarta stagione)
La quarta stagione della serie televisiva Power, composta da 10 episodi, è stata trasmessa negli Stati Uniti dal canale via cavo Starz dal 25 giugno al 3 settembre 2017.
In Italia, la stagione è andata in onda in prima visione sul canale satellitare Sky Atlantic dal 19 ottobre al 16 novembre 2017.
| nº | Titolo originale              | Titolo italiano                  | Prima TV USA     | Prima TV Italia  |
| -- | ----------------------------- | -------------------------------- | ---------------- | ---------------- |
| 1  | When I Get Out                | Quando esco                      | 25 giugno 2017   | 19 ottobre 2017  |
| 2  | Things Are Going to Get Worse | Le cose peggiorano               | 2 luglio 2017    | 19 ottobre 2017  |
| 3  | The Kind of Man You Are       | Che tipo di uomo sei             | 9 luglio 2017    | 26 ottobre 2017  |
| 4  | We're in This Together        | Ci siamo dentro insieme          | 16 luglio 2017   | 26 ottobre 2017  |
| 5  | Don't Thank Me                | Non ringraziarmi                 | 23 luglio 2017   | 2 novembre 2017  |
| 6  | New Man                       | Un uomo nuovo                    | 30 luglio 2017   | 2 novembre 2017  |
| 7  | You Lied to My Face           | Mi hai detto un mucchio di bugie | 6 agosto 2017    | 9 novembre 2017  |
| 8  | It's Done                     | È fatta                          | 13 agosto 2017   | 9 novembre 2017  |
| 9  | That Ain't Me                 | Quello non sono io               | 20 agosto 2017   | 16 novembre 2017 |
| 10 | You Can't Fix This            | Non puoi rimediare               | 3 settembre 2017 | 16 novembre 2017 |